# Wysselki (Kaliningrad)
Wysselki (russisch Выселки, deutsch Klein Degesen, 1938–1945 Kleinlucken) ist eine kleine Siedlung (possjolok) in der russischen Oblast Kaliningrad. Sie gehört zur kommunalen Selbstverwaltungseinheit Stadtkreis Nesterow im Rajon Nesterow.

## Geographische Lage
Wysselki liegt an dem kleinen Flüsschen Tumannaja (dt. Rauschwe). Durch den Ort zieht sich eine Nebenstraße, welche die Rajonstadt Nesterow (Stallupönen/Ebenrode, 6 Kilometer) mit Kutusowo (die ehemalige Stadt Schirwindt, 22 Kilometer) an der russisch-litauischen Grenze verbindet. Die nächste Bahnstation ist Nesterow an der Bahnstrecke Kaliningrad–Tschernyschewskoje zur Weiterfahrt nach Litauen (Teilstück der ehemaligen Preußischen Ostbahn).

## Geschichte
Das frühere Klein Degesen (der Ort Groß Degesen (heute russische: Babuschkino) liegt zwei Kilometer weiter nordöstlich) gehörte am 24. Juni 1874 zu 19 Landgemeinden bzw. Gutsbezirken, die den neu errichteten Amtsbezirk Drusken (russische Bezeichnung: Bolschoje Saretschnoje) bildeten. In dem Dorf lebten im Jahre 1910 85 Einwohner, und 1925 waren hier 93 Menschen registriert.
Am 1. Oktober 1937 endete die politische Selbständigkeit Klein Degesens: der Ort wurde mit dem Nachbardorf Lukoschen (1938–1946 Neulucken) in die Gemeinde Lucken eingegliedert. Am 3. Juni 1938 wurde dann auch der Name „Klein Degesen“ in „Kleinlucken“ umgewandelt.
Als Ortsteil der Gemeinde Lucken blieb dann Kleinlucken bis 1945 dem Amtsbezirk Drusken im Landkreis Ebenrode (bis 1938 Landkreis Stallupönen) im Regierungsbezirk Gumbinnen der preußischen Provinz Ostpreußen zugehörig.
Infolge des Zweiten Weltkrieges kam das Dorf zur Sowjetunion. Im Jahr 1947 erhielt der Ort den russischen Namen Wysselki und wurde gleichzeitig dem Dorfsowjet Lugowski selski Sowet im Rajon Nesterow zugeordnet. 1954 gelangte der Ort in den Prigorodny selski Sowet. Von 2008 bis 2018 gehörte Wysselki zur Landgemeinde Prigorodnoje selskoje posselenije und seither zum Stadtkreis Nesterow.

## Kirche
Vor 1945 war die weitestgehend evangelische Bevölkerung von Klein Degesen bzw. Kleinlucken in das Kirchspiel Bilderweitschen (1938–1946 Bilderweiten, heute russisch: Lugowoje) im Kirchenkreis Stallupönen (1938–1946 Ebenrode, russisch: Nesterow) in der Kirchenprovinz Ostpreußen der Kirche der Altpreußischen Union eingepfarrt. Letzter deutscher Geistlicher war Pfarrer Helmut Graemer.
Auch die katholischen Einwohner von Klein Degesen/Kleinlucken hatten ihre Pfarrkirche im heutigen Lugowoje, bis 1945 dem Bistum Ermland zugehörig.
Während der Zeit der Sowjetunion waren alle kirchlichen Aktivitäten untersagt. In den 1990er Jahren bildete sich im benachbarten Babuschkino (Groß Degesen) eine evangelische Gemeinde, die sich der neugegründeten Propstei Kaliningrad der Evangelisch-Lutherischen Kirche Europäisches Russland angliederte. Das zuständige Pfarramt ist das der Salzburger Kirche in Gussew (Gumbinnen).